# Mikkel Bjørge
Mikkel Bjørge (* 21. April 1986) ist ein ehemaliger norwegischer Skirennläufer. Sein größter Erfolg war der Sieg im Slalom bei der Juniorenweltmeisterschaften 2006.

## Biografie
Bjørge bestritt als 15-Jähriger im November 2001 seine ersten FIS-Rennen. Die ersten internationalen Erfolge gelangen ihm beim Europäischen Olympischen Winter-Jugendfestival 2003 in Bled. Bjørge gewann die Goldmedaille im Slalom und jeweils Silber im Riesenslalom und im Super-G. Einen Monat später bestritt er seine ersten Europacuprennen. Ab der Saison 2004/05 startete der Norweger regelmäßig in dieser Rennserie, in der er ausschließlich an Slalom- und Riesenslalom-Wettbewerben teilnahm.  Am 5. Dezember 2004 gewann er mit dem guten sechsten Platz im Riesenslalom von Valloire die ersten Punkte. Dieses Resultat blieb allerdings sein bestes im Europacup überhaupt. In derselben Saison kam er noch zweimal unter die besten 20, im Rest seiner Karriere aber nie mehr unter die schnellsten 30.
Nachdem er sich bei den Juniorenweltmeisterschaften der Jahre 2004 und 2005 nur im Mittelfeld klassieren konnte, gewann Bjørge bei den Juniorenweltmeisterschaften 2006 in Québec überraschend die Goldmedaille im Slalom. Dadurch kam er beim Saisonfinale in Åre zu seinem einzigen Einsatz im Weltcup, wo er jedoch nach einem Torfehler im ersten Lauf ausschied. Nach dem Sieg bei der Junioren-WM galt er als eine große Nachwuchshoffnung im norwegischen Skiverband. Er konnte diese Leistung danach aber nicht bestätigen und im April 2007 bestritt er seine letzten Rennen.

## Erfolge

### Juniorenweltmeisterschaften
- Maribor 2004: 18. Slalom, 37. Riesenslalom
- Bardonecchia 2005: 21. Riesenslalom, 29. Super-G, 43. Abfahrt
- Québec 2006: 1. Slalom, 21. Riesenslalom

### Europacup
- Eine Platzierung unter den besten zehn, weitere zwei Mal unter den besten 20

### Weitere Erfolge
- Gold im Slalom, Silber im Riesenslalom und im Super-G beim Europäischen Olympischen Winter-Jugendfestival 2003
- Vier Siege in FIS-Rennen (2× Slalom, 2× Riesenslalom)